# Myopsaron nelsoni
Myopsaron nelsoni is een straalvinnige vissensoort uit de familie van de zandduikers (Creediidae). De wetenschappelijke naam van de soort werd voor het eerst geldig gepubliceerd in 2010 door Shibukawa.